# Always on My Mind
Always on My Mind ist ein Song aus dem Jahr 1970, der in mehreren Fassungen sehr erfolgreich war, darunter 1972 in einer Fassung von Elvis Presley. 1982 wurde er in einer Country-Fassung von Willie Nelson zum Millionenseller. 1987 erreichte das Stück in einer Dance-Version der Pet Shop Boys Platz eins der deutschen Hitparade.

## Hintergrund
Die erste Aufnahme des von Wayne Carson, Johnny Christopher und Mark James geschriebenen Stücks erfolgte durch B. J. Thomas bereits 1970. Sie wurde jedoch nicht veröffentlicht.
Brenda Lee nahm den Song am 22. September 1971 im Tonstudio Bradley’s Barn in Mount Juliet bei Nashville auf. Diese Version wurde am 12. Juni 1972 veröffentlicht und belegte Platz 45 der Country-Charts. Möglicherweise wurde das Stück bereits vorher im selben Jahr von Gwen McCrae veröffentlicht.

## Coverversionen

### Elvis Presley
Die erste Coverversion stammt von Elvis Presley. Er griff den Song am 29. März 1972 im Tonstudio auf, wenige Wochen nach der Trennung von seiner Frau Priscilla im Februar. Der Song war die B-Seite von Presleys Single Separate Ways und erreichte im November 1972 Platz 16 der Country-Charts. Die Single wurde 500.000 Mal verkauft. Eine Version von John Wesley Ryles belegte 1979 Platz 20 in den Country-Charts.
| ChartsChartplatzierungen     | Höchstplatzierung | Wochen |
| ---------------------------- | ----------------- | ------ |
| Schweiz (IFPI)               | 39 (2 Wo.)        | 2      |
| Vereinigtes Königreich (OCC) | 9 (24 Wo.)        | 24     |

Auszeichnungen für Musikverkäufe

| Land/Region                  | Auszeichnungen für Musikverkäufe (Land/Region, Auszeichnung, Verkäufe) | Verkäufe |
| ---------------------------- | ---------------------------------------------------------------------- | -------- |
| Neuseeland (RMNZ)            | Gold                                                                   | 15.000   |
| Vereinigtes Königreich (BPI) | Gold                                                                   | 400.000  |
| Insgesamt                    | 2× Gold ·                                                              | 415.000  |

Hauptartikel: Elvis Presley/Auszeichnungen für Musikverkäufe

### Willie Nelson

Willie Nelson – Always on My mind

Willie Nelson nahm den Titel am 11. Oktober 1981 in Chips Momans Nashville-Studios auf. Die vom Studioinhaber produzierte Fassung erschien im März 1982, belegte für zwei Wochen den ersten Platz der Country-Charts und wurde über zwei Millionen Mal verkauft. In den Billboard Hot 100 erreichte die Single Platz 5 und hielt sich dort 23 Wochen. Nelson erhielt 1983 einen Grammy Award for Best Male Country Vocal Performance. Im selben Jahr wurde der Titel als Bester Countrysong ausgezeichnet und zum Song of the Year gekürt. Die CMA wählte ihn ebenfalls zum Song of the Year und zur Single of the Year.
| ChartsChartplatzierungen               | Höchstplatzierung | Wochen |
| -------------------------------------- | ----------------- | ------ |
| Vereinigte Staaten (Billboard)         | 5 (23 Wo.)        | 23     |
| Vereinigte Staaten (Billboard Country) | 1 (21 Wo.)        | 21     |
| Vereinigtes Königreich (OCC)           | 49 (3 Wo.)        | 3      |

| ChartsJahrescharts (1982)      | Platzierung |
| ------------------------------ | ----------- |
| Vereinigte Staaten (Billboard) | 22          |

Auszeichnungen für Musikverkäufe

| Land/Region                  | Auszeichnungen für Musikverkäufe (Land/Region, Auszeichnung, Verkäufe) | Verkäufe  |
| ---------------------------- | ---------------------------------------------------------------------- | --------- |
| Vereinigte Staaten (RIAA)    | Platin                                                                 | 1.000.000 |
| Vereinigtes Königreich (BPI) | Silber                                                                 | 200.000   |
| Insgesamt                    | 1× Silber · 1× Platin ·                                                | 1.200.000 |

### Pet Shop Boys
Die Pet Shop Boys veröffentlichten im Dezember 1987 eine Dance-Version des Songs und belegten hiermit den ersten Platz der deutschen und britischen Charts (als Weihnachts-Nummer-eins-Hit) sowie Platz vier in den USA.
| ChartsChartplatzierungen       | Höchstplatzierung | Wochen/ Monate |
| ------------------------------ | ----------------- | -------------- |
| Deutschland (GfK)              | 1 (20 Wo.)        | 20 Wo.         |
| Österreich (Ö3)                | 2 (4,5 Mt.)       | 4,5 Mt.        |
| Schweiz (IFPI)                 | 1 (18 Wo.)        | 18 Wo.         |
| Vereinigte Staaten (Billboard) | 4 (15 Wo.)        | 15 Wo.         |
| Vereinigtes Königreich (OCC)   | 1 (14 Wo.)        | 14 Wo.         |

| ChartsJahrescharts (1988)      | Platzierung |
| ------------------------------ | ----------- |
| Deutschland (GfK)              | 4           |
| Österreich (Ö3)                | 13          |
| Schweiz (IFPI)                 | 15          |
| Vereinigte Staaten (Billboard) | 80          |

Auszeichnungen für Musikverkäufe

| Land/Region                  | Auszeichnungen für Musikverkäufe (Land/Region, Auszeichnung, Verkäufe) | Verkäufe |
| ---------------------------- | ---------------------------------------------------------------------- | -------- |
| Deutschland (BVMI)           | Gold                                                                   | 250.000  |
| Kanada (MC)                  | Gold                                                                   | 50.000   |
| Spanien (Promusicae)         | Platin                                                                 | 60.000   |
| Vereinigtes Königreich (BPI) | Platin                                                                 | 600.000  |
| Insgesamt                    | 2× Gold · 2× Platin ·                                                  | 960.000  |

### Weitere Auszeichnungen und Coverversionen
Der Titel erhielt einen BMI Award und wurde mehr als 120 Mal gecovert.
André Heller brachte 1983 eine österreichische Version heraus: Wia mei Herzschlag g'hörst zu mir. Die Version mit dem Text im Wiener Dialekt wurde ihrerseits gecovert, auch in standarddeutschen Adaptierungen.
Im Oktober 2021 erschien eine Coverversion des Liedes als Singleauskopplung des vierten Studioalbums The Persistence of Memory der Band Emigrate. Neben Emigrate-Sänger Richard Kruspe ist Rammstein-Sänger Till Lindemann zu hören. Ihre Version wurde von uDiscover als „bombastische Rock-Oper-Variante“ bezeichnet; sie klinge „melodramatisch, episch, monumental“.
Im November 2021 erschien eine weitere Coverversion von Dave Gahan, dem Frontmann von Depeche Mode auf seinem Album Imposter. Weitere Coverversionen stammen von Floyd Cramer (November 1988) und den Stylistics (Juli 1991).